# Władysław Wajntraub

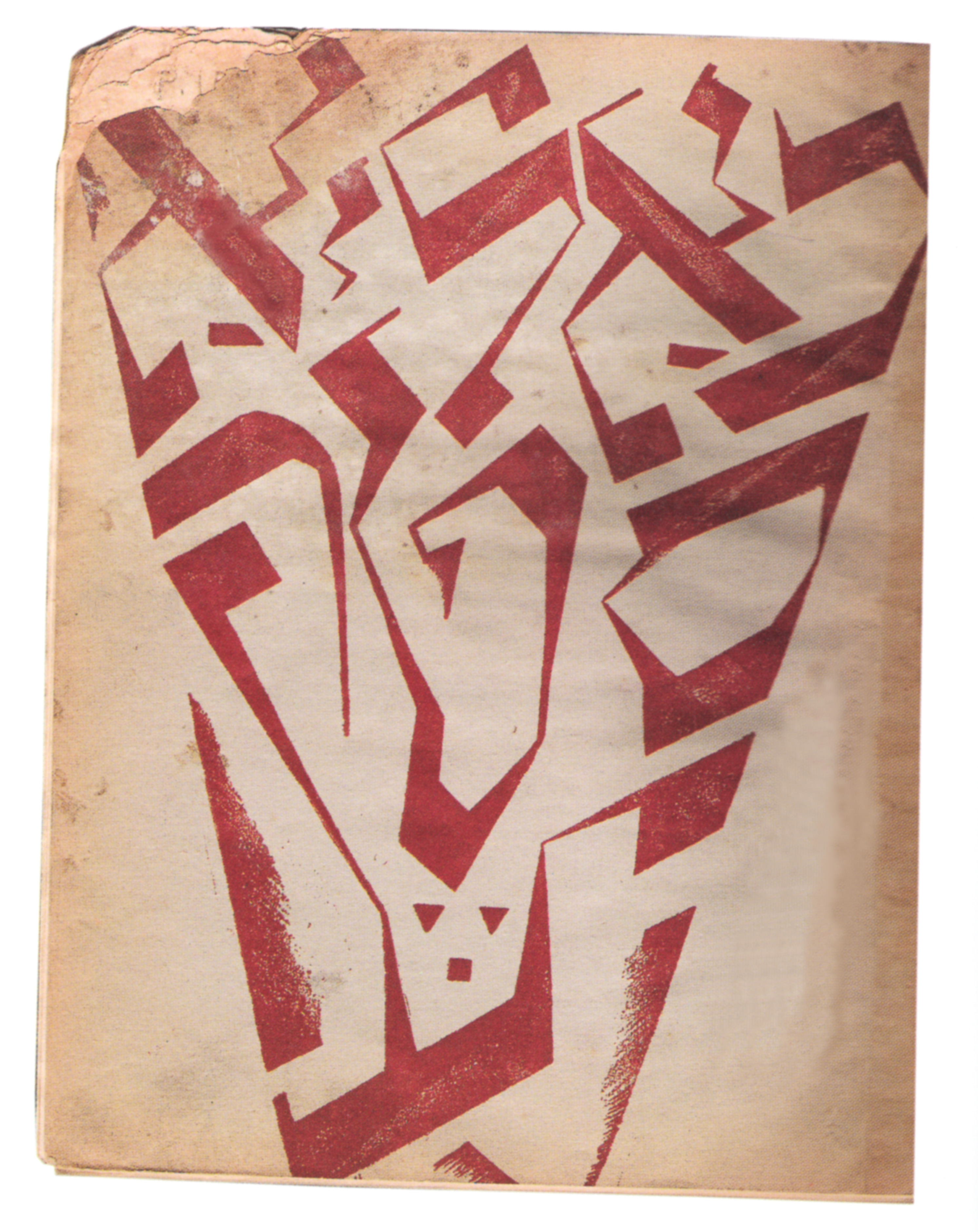
Okładka pierwszego numeru pisma כאַליאַסטרע (Chaljastre) autorstwa Władysława Wajntrauba (1922)

Władysław Zew Wajntraub (Chaim Wolf Wajntrojb) jid. ‏וואָלף ווײַנטרויב‎ (ur. 18 lutego 1891 w Łowiczu, zm. 1942 w Warszawie lub Treblince) – polski malarz, grafik, scenograf teatralny, krytyk sztuki.

## Życiorys
Był synem Chila i Rozwety Rachem. Jako dziecko odebrał tradycyjne wychowanie religijne. Pierwsze prace tworzył w mieszkaniu swojej starszej siostry w tajemnicy przed ojcem, który nie akceptował jego pasji i zainteresowań. Następnie uczęszczał do polskiego gimnazjum w Łowiczu, a później do Szkoły Sztuk Pięknych w Warszawie. Studia artystyczne kontynuował w École des Beaux-Arts w Paryżu, gdzie zetknął się z artystami związanymi ze szkołą paryską, oraz w Szwajcarii u pochodzącego z Grodna Leona Baksta. Podczas I wojny światowej walczył w armii francuskiej. W 1918 roku powrócił do kraju i osiadł w Warszawie. Był związany ze środowiskami artystycznymi Łodzi – Jung Jidysz i Warszawy – Chaljastre. Był też członkiem artystycznej Grupy Siedmiu. Wkrótce stał się jedną z najważniejszych postaci żydowskiego życia artystycznego w Warszawie. Pełnił funkcję sekretarza Żydowskiego Towarzystwa Krzewienia Sztuk Pięknych. W latach 30. prowadził razem z rzeźbiarzem Abrahamem Ostrzegą Atelier Zdobnictwa Artystycznego (przy ul. Mylnej 9a).
Swą twórczość ukształtowaną na wzorcach sztuki francuskiej i w duchu ekspresjonizmu łączył niekiedy z elementami futuryzmu i sztuki abstrakcyjnej. Zasłynął przede wszystkim jako scenograf, współzałożyciel Jidyszer Klejn-Kunst Teater „Azazel” oraz współpracownik Wilner Trupe, tworząc dla niej scenografie m.in. do sztuk Nocą na starym rynku (jid. Baj nacht ojfn altn mark) Icchoka Lejbusza Pereca; Golema H. Lejwika; Gorąca krew (jid. Hejs blut) Józefa Opatoszu oraz w roku 1924 do opery żydowskiej Dawid i Batszewa (jid. Dowid un Basszewe) do libretta Mojżesza Brodersona.
Publikował artykuły poświęcone sztuce w „Literarisze Bleter” i „Naszym Przeglądzie”. Współredagował almanachy ekspresjonistyczne Albatros i Chaljastre. Do jego bardziej znanych prac należą okładki pierwszych numerów Chaljastre i Albatrosa, obydwie wykonane w 1922 roku.
Podczas okupacji przebywał w getcie warszawskim, gdzie czynnie włączył się w akcję niesienia pomocy uwięzionym tam kolegom artystom. Wraz z Ostrzegą swoje dawne atelier zamienili na fabrykę osełek, w której zatrudnili Hersza Cynę, Maksymiliana Eljowicza, Henryka Rabinowicza, Romana Rozentala, Józefa Śliwniaka, Symchę Trachtera, Izraela Tykocińskiego. Latem 1942 fabryka weszła w skład szopu AHAGE-Zimmermann. 25 sierpnia 1942, w czasie wielkiej akcji deportacyjnej, pracownicy szopu zostali wywiezieni do Treblinki. Według jednych relacji został zamordowany w drodze na Umschlagplatz, według innych źródeł w Treblince.